# 580-talet
580-talet är det decennium som inleddes 1 januari 580 och avslutades 31 december 589.

## Händelser
- Kina enas av Suidynastin efter de sydliga och nordliga dynastiernas inbördeskrig.
- Konstantinopel drabbas av brand och jordbävning.

## Födda
- 585 – Theodebert II, kung av Austrasien.

## Avlidna
- 587 – Brendan, den första europé som finns omnämnd att ha kommit till Amerika.